# Grönländische Badmintonmeisterschaft 2007
Die Grönländische Badmintonmeisterschaft 2007 fand vom 3. bis zum 7. April 2007 in Sisimiut statt.

## Sieger und Platzierte
| Disziplin    | Gold                               | Silber                          | Bronze                               |
| ------------ | ---------------------------------- | ------------------------------- | ------------------------------------ |
| Herreneinzel | Bror Madsen                        | Frederik Elsner                 | Eigil Bay Johansen                   |
| Herreneinzel | Bror Madsen                        | Frederik Elsner                 | Morten Derneke                       |
| Dameneinzel  | Mille Kongstad                     | Susanne Walbohm                 | Lisbeth Davidsen                     |
| Dameneinzel  | Mille Kongstad                     | Susanne Walbohm                 | Pilunnguaq Chemnitz                  |
| Herrendoppel | Frederik Elsner Eigil Bay Johansen | Bror Madsen Minik Pedersen      | Morten Derneke Michael Kleist        |
| Herrendoppel | Frederik Elsner Eigil Bay Johansen | Bror Madsen Minik Pedersen      | Albrecht Damgaard Asa Kleist         |
| Damendoppel  | Else Høegh Møller Mille Kongstad   | Susanne Walbohm Aviaaja Geisler | Tina Ingemann Hansignâraĸ Boassen    |
| Damendoppel  | Else Høegh Møller Mille Kongstad   | Susanne Walbohm Aviaaja Geisler | Lisbeth Davidsen Pilunnguaq Chemnitz |
| Mixed        | Bror Madsen Juliane B. Johansen    | Frederik Elsner Aviaaja Geisler | Eigil Bay Johansen Susanne Walbohm   |
| Mixed        | Bror Madsen Juliane B. Johansen    | Frederik Elsner Aviaaja Geisler | Asa Kleist Pilunnguaq Chemnitz       |